# 영천 은해사 염불왕생첩경도
영천 은해사 염불왕생첩경도(永川 銀海寺 念佛往生捷徑圖)는 대한민국 경상북도 영천시 청통면, 은해사에 있는 조선시대의 불화이다. 2015년 3월 4일 대한민국의 보물 제1857호로 지정되었다.

## 개요
영천 은해사 염불왕생첩경도는 관음보살과 대세지보살이 중생들을 般若龍船에 태우고 극락세계로 인도하는 장면과 이를 맞이하는 아미타불 일행, 極樂蓮池에서 蓮花化生하는 왕생자, 寶樹와 極樂鳥 등 극락의 장엄한 모습을 드라마틱하게 표현한 念佛往生捷徑圖이다. 원래 은해사 심검당에 舊藏되었던 것으로 도난 되었다가 최근 회수되었는데, 현재 화기는 남아 있지 않지만 도난 이전 조사 시에 乾隆15년이라는 연대가 남아 있던 것이 확인되어 1750년도에 조성된 것임을 알 수 있다. 염불왕생첩경도는 򰡔觀無量壽經򰡕에 기록된 극락왕생의 장면을 구체적으로 묘사한 작품으로, 觀想을 통한 막연한 극락왕생이 반야용선을 타고 극락으로 가는 실현 가능한 극락왕생을 염원하던 중생들의 모습을 잘 보여주고 있다. 조선후기에는 극락왕생의 모습을 직접 그린 불화가 약 20여 점 정도 남아 있는데, 이 작품은 현존하는 조선후기 극락왕생도 중 가장 이른 예라 할 수 있다. 전체적으로 색이 바래서 어두운 편이지만 다행스럽게도 채색이 잘 남아 있으며 보존상태도 매우 양호한 편이다.

## 같이 보기
- 은해사

## 참고 자료
- 영천 은해사 염불왕생첩경도 - 국가유산청 국가유산포털